# Accidente del Beechcraft 1900 de Tatmadaw de 2021
El accidente del Beechcraft 1900 de Tatmadaw de 2021 (llamadas así las Fuerzas Armadas de Birmania), fue un accidente aéreo que se produjo el jueves 10 de junio de 2021, cuando un Beechcraft 1900D se estrelló cuando se acercaba para aterrizar al aeropuerto de Anisakhan en Pyin U Lwin, la capital de Birmania, matando a 12 de los 16 ocupantes y dejando a 4 heridos. Según fuentes no oficiales, uno de los sobrevivientes murió por sus heridas en el hospital.
Es el segundo accidente más mortal de la Fuerza Aérea de Birmania, después del accidente de un Shaanxi Y-8 en 2017, que dejó a 122 víctimas. Además, en febrero de 2016, el ejército perdió otro Beechcraft 1900 cuando se estrelló al despegar, matando a los 5 ocupantes.

## Aeronave
El avión era un Beechcraft 1900D registrado 4610 y que había volado por primera vez en 1998, propulsado por dos motores turbohélice.

## Eventos
El avión volaba en la mañana desde la capital, Naipyidó, a la ciudad de Pyin U Lwin y estaba llegando a tierra cuando se estrelló a unos 300 o 400 metros más o menos de una planta de acero, a 1,8 kilómetros de aeropuerto informó la estación de televisión de propiedad militar Myawaddy.
El avión transportaba a militares y también a varios monjes que debían asistir a una ceremonia en un monasterio budista, dijeron otros informes de los medios.
Un monje de alto rango estaba entre las personas que viajaban en el avión, dijo el comunicado de Zaw Min Tun, portavoz de la junta, quien atribuyó el accidente al "mal tiempo", No hubo informes de víctimas entre las personas en tierra.
Los accidentes aéreos son relativamente frecuentes en Birmania debido a la falta de financiación en el sector de la aviación. Las causas verdaderas del accidente aún son desconocidas.

#### Accidentes similares
- Vuelo 801 de Korean Air
- Accidente del Tu-154 de la Fuerza Aérea de Polonia
- Vuelo 965 de American Airlines